# 方雄 (密蘇里州)
方雄（英語：Fanchon）是位於美國密蘇里州豪厄爾縣的非建制地區。

## 歷史
方雄的郵局於1900年設立，其後於1913年停運。

## 地理
方雄所處的海拔為高於海平面281米（即922英呎），而該地所採用的時區為UTC-6，即北美中部時區（CST）。同時該地設有夏令時間，為UTC-6調快一小時，即UTC-5（CDT）。